# Lümanda
Lümanda – wieś w Estonii, w prowincji Saare, w gminie Lääne-Saare.